# دوري السوبر الألباني 1962–63
دوري السوبر الألباني 1962–63 (بالألبانية: Kategoria e Parë 1962-63‏) هو الموسم 25 من دوري السوبر الألباني. أشرف على تنظيمه اتحاد ألبانيا لكرة القدم، وكان عدد الأندية المشاركة فيه 12، وفاز فيه بارتيزاني تيرانا.